# Polyodontinae
Polyodontinae — єдина сучасна підродина осетроподібних риб родини Веслоносові (Polyodontidae).
Підродина поширена в прісних водах Північної Америки та Китаю. Крім цієї підродини виділено ще дві підродини, що відомі по рештках, які датуються крейдяним періодом.

## Класифікація
- Підродина Polyodontinae[1]
  - Рід Psephurus — Китайський веслоніс
    - Psephurus gladius — Веслоніс китайський, псефур

  - Триба Polyodontini[2]
    - Рід Crossopholis †[3]
      - Crossopholis magnicaudatus †[4]

    - Рід Polyodon — Веслоніс, також Північноамериканський веслоніс
      - Polyodon tuberculata †[5]
      - Polyodon spathula — Веслоніс північноамериканський